# 中原みなみ
中原 みなみ（なかはら みなみ、1999年9月10日 - ）は、テレビ東京のアナウンサー。

## 来歴
神奈川県藤沢市出身。
神奈川県立柏陽高等学校、慶應義塾大学法学部政治学科卒業後、2022年4月テレビ東京に入社。同期入社は藤井由依。

## 人物・エピソード
- 小学校から高校までバスケットボール部に所属していた[6]。
- 大学時代は江の島の観光大使『海の女王』に就任[6][7][8]。
- 2020年には『ミス慶應SFCコンテスト』に出場し、準グランプリに選出された[9]。
- フジテレビのアナウンススクールに通い、学生キャスターとして出演していた[6][10][11][12][13]。

## 出演
☆印は現在出演中の番組。

### テレビ東京入社後
- 7スタライブ（メインキャスター、2022年7月1日 - 2024年3月29日） - 同期の藤井と出演。
- 秒でNEWS180（キャスター、2022年7月25日 - 2023年3月31日）
- テレ東音楽祭（2022年6月22日）[14]
- 隅田川花火大会 特別編（2022年8月6日）[15][16]
- よじごじDays（2022年9月2日）[17]
- ワールドビジネスサテライト（2022年9月5日、6日）[18]
- ニュースモーニングサテライト☆
  - （2022年10月 - 2023年6月30日） - 木・金曜日サブキャスター
  - （2023年7月 - 2025年3月） - 月・火曜日サブキャスター[19]
  - （2025年4月 - ） - 火・木・金曜日メインキャスター
- なないろ日和!☆（2023年4月 - ） - 水曜日担当
- おはスタ（2024年4月5日 - 2025年3月28日） - 金曜日担当
- 出没!アド街ック天国☆（2024年4月6日 - ） - MC（5代目秘書）

### ドラマ
- 夫の家庭を壊すまで 第1話（2024年7月8日、テレビ東京） - ニュースキャスター 役[20]

### テレビ東京入社前
- BSフジNEWS（BSフジ、2020年9月3日 - 2021年7月1日） - 第38期 BSフジ学生キャスター